# Politeknik Negeri Jakarta
Politeknik Negeri Jakarta – indonezyjska państwowa uczelnia techniczna w mieście Depok (prowincja Jawa Zachodnia, zespół miejski Dżakarty). Została założona w 1982 roku.